# 白石優生
白石 優生（しらいし ゆうせい、1997年〈平成9年〉3月25日 - ）は、日本の国家公務員、YouTuber。
農林水産省大臣官房広報評価課広報室で農林水産省の公式YouTubeチャンネル「BUZZ MAFF」の運用担当者を務め、2023年（令和5年）10月10日より農林水産省大臣官房政策課食料安全保障室に配属。

## 来歴
1997年（平成9年）3月25日、鹿児島県鹿児島市で出生。父は鹿児島県庁の農政部に勤務する地方公務員で、父方の祖父母は米の運送業を、母方の祖父母は農業を営んでおり、幼少期から農業が身近にある環境で育った。
3歳の時に父の仕事の関係で奄美大島に移住。奄美大島では海や川で父の職場の人や近所の人に教わりながら釣りをしていた。当時の思い出について白石は「奄美大島は人と人の距離が近くて温かかった」と自身の著書で述懐している。
その後、小学校への入学と同時に奄美大島を離れ、鹿児島県姶良郡姶良町（現・姶良市）に移住。小学生の頃は1歳上の兄と一緒に、毎週のように母方の祖父母の家に泊まりに行く生活を送り、祖父母が育てている「ヒノヒカリ」の田植えや稲刈りを手伝うこともあった。当時の白石は目立ちたがり屋のお調子者で、授業中も休み時間も騒がしく、先生や周囲の大人からよく怒られていた。その性格は中学校、高校に進学しても変わらず、中学校、高校の体育祭では応援団長を、高校の文化祭では進行役を務め、大学では漫才を披露したこともあった。また、高校までバレーボールをしていた。
鹿児島県立加治木高等学校卒業後、鹿児島大学法文学部人文学科に進学。「学校が大好きで大人になっても学校に行きたい」という考えから中学生の頃から教員を志し、大学生の時に塾講師のアルバイトを始めたが、大勢の子どもたちをまとめることが大変で「自分は教師に向いていない」と感じ、農政の道に路線変更。大学3年生の時に「比較地域環境コース」を選択し、人文地理学を専攻した。白石はその中でも農業地理学に興味を持ち、フィールドワークを通して全国各地の農家や漁師の人たちと話をする機会を得た。中でも北海道でのフィールドワークは白石にとって印象深く、地元・鹿児島県にはない大規模な農業に圧倒されたという。また、学生時代に農林水産業の関係者と話をしていく中で、日本の農林水産業の高齢化や担い手不足を肌で感じ、地元・鹿児島県に貢献したいという思いが強くなったと述懐している。他方で、就職活動には消極的で現実から目を背けていくうちに就活シーズンが終了し、残るは公務員試験のみとなってしまった。そんな折、これまでのフィールドワークを振り返っていく中で「出会った人たちが少しでも幸せになるような仕事をしよう」と奮起し、農業分野の公務員を目指して就活を開始。短期間の猛勉強の末、受験し、農林水産省と水産庁から内定を貰った。
その後、2019年（平成31年）3月に鹿児島大学法文学部人文学科比較地域環境コースを卒業し、同年4月、農林水産省に入省。卒業論文ではいちき串木野市のマグロ漁を生かした地域活性化について論じた。
入省後、九州農政局熊本県拠点地方参事官室に配属。九州農政局では農家や漁師の人たちと交流し、国の支援策について説明して回ったり、困りごとや要望を伺うといった仕事に従事した。この頃、白石は自身の仕事にやりがいを感じていた反面、「自分は元来の目立ちたがり屋で、人を引っ張っていきたい性格なのに、それが今の職場では発揮できない」と悩み、悶々とした日々を過ごしていた。そんな折、江藤拓農林水産大臣（当時）から全職員宛にYouTuberを募集するメールが届き、周囲の職員が困惑している中、白石はこれを千載一遇のチャンスと捉えて応募。1歳上の先輩の野田広宣とコンビを組み、「タガヤセキュウシュウ」を結成。コンビ名は九州の農業を発展させるとの意味を込めて「耕せ」にしたという。2020年1月から配信を開始した。
2021年（令和3年）4月、農林水産省大臣官房広報評価課広報室に異動。「BUZZ MAFF」全体の運用担当者となった。
2022年（令和4年）7月、「タガヤセ！日本　『農水省の白石さん』が農業の魅力教えます」を出版。翌2023年（令和5年）には「第69回青少年読書感想文全国コンクール高等学校の部」の課題図書に選定された。
2023年（令和5年）10月10日、農林水産省大臣官房政策課食品安全保障室に異動。これに伴い、「BUZZ MAFF」における自身の活動休止を発表した。

## 人物

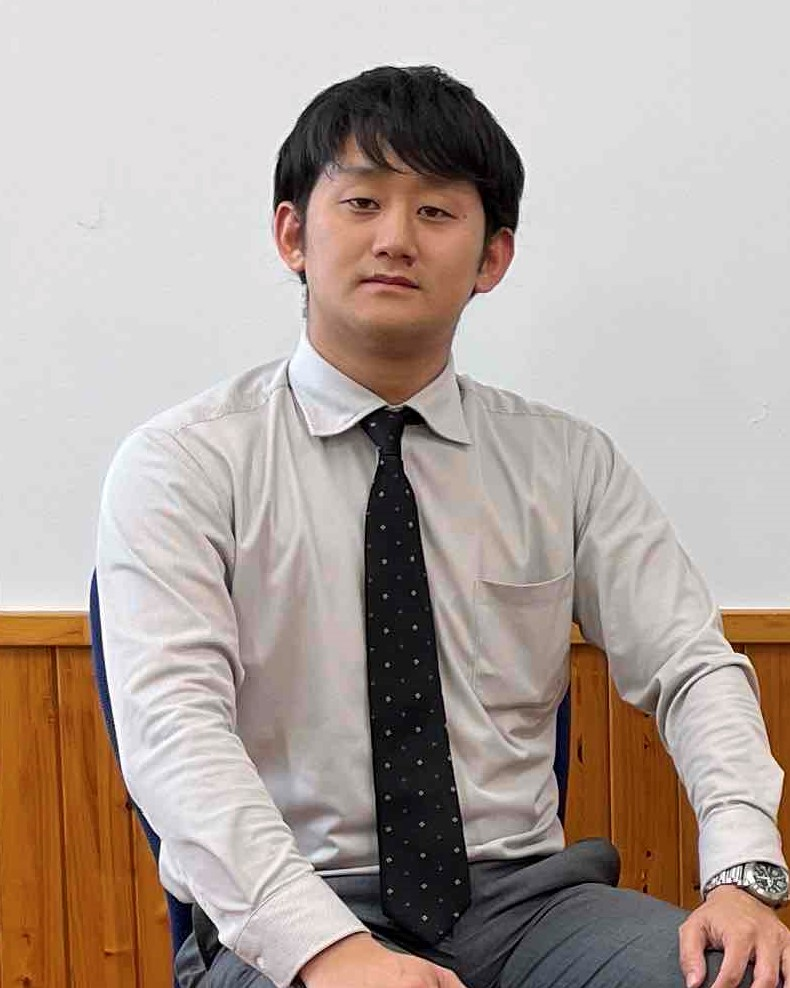
2023年4月23日撮影

- 大学時代は小林善仁准教授のゼミに所属[25]。白石曰く、小林に親のように接して貰っていたため、先生やゼミの仲間と話すのが好きで大学に通っていたという[25]。プライベートでは飲み会とパチンコが好きで時折授業をサボることもあり[25]、スポーツ面ではアルティメットという団体競技に興じた[1]。
- 九州農政局時代、熊本県の農家を訪れてから買い物をすることが楽しみになり、自炊するようになった[26]。以来、毎日野菜を摂ることを心がけ、栄養バランスに気を使うようになったという[26]。
- ももいろクローバーZのファンで、中でも玉井詩織（しおりん）を推しており[1]、鹿児島県でコンサートが開催された際に空港で出待ちすることもあった[27]。2021年には鹿児島讀賣テレビで「BUZZ MAFF」が取り上げられ、その際にサプライズで玉井と画面越しで話す機会を得た[1][28]。
- 動画撮影の際は親しみやすさをアピールするために鹿児島弁を貫いている[29]。

### BUZZ MAFF

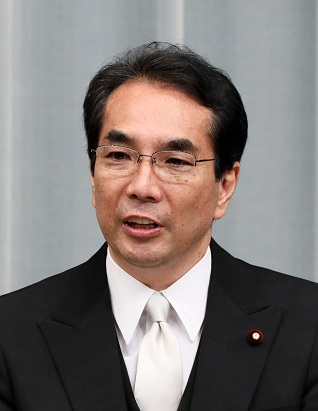
「BUZZ MAFF」を発案した江藤拓農林水産大臣（当時）

白石曰く、従来の省庁の広報活動は誤情報を発信することを恐れ、顔を出さないまま、堅くて難しい言葉遣いや表現を使うことが一般的で、中でも農林水産省はお堅い省庁の代表格だった。そんな中、江藤拓農林水産大臣（当時）が「こんな堅い広報じゃ誰も見てくれないだろう」と苦言を呈し、「ネットを使った日本の魅力を若い世代に世界中に発信するという工夫をしたいんだけど、君たちどう思うか」などと職員に持ち掛けたところ、省内でYouTubeの出演者を公募することとなり、白石ら14チーム69人が選ばれた。
初めはチャンネル登録者数が500人程度で、視聴者層の殆どが農林水産省関係者だったが、白石と野田が出演した新型コロナウイルス感染症の流行の影響で消費が低迷した花の購入を呼びかけた動画が話題となり、1日数百回程度の再生数が2日で40万回再生を記録し、チャンネル登録者数も4万人に増加した。内容は殺風景な会議室で『花いっぱいプロジェクト』の趣旨・内容を淡々と説明し、シーンが切り替わるたびに机上に飾られる花が増えていくというもので、動画公開の前日に江藤大臣から「花いっぱいプロジェクトの周知を図りたい」との指示があり、白石は一刻も早く行動することが経済的に困窮した花卉生産者の支援に繋がるとの考えから動画の構成は数分でまとまったという。また、ここまで注目された理由について、白石は「省庁の堅いイメージとのギャップが受けたのではないか」と述懐している。
その後もNHKの連続テレビ小説『おかえりモネ』の解説動画や大臣の似顔絵を使った紙芝居の他、『農林水産省あるある』や『大臣にアフレコしてみた』と題した動画を投稿。大臣の似顔絵を使った紙芝居は白石が作成し、江藤以降の歴代大臣も制作された。中でも金子原二郎大臣（当時）からは「額縁に飾りたい」と好評で、金子は大臣退任の際、記念に似顔絵を持ち帰った。
2023年（令和5年）6月5日にはライブ配信で横山紳農林水産事務次官（当時）と共演し、食料・農業・農村基本法や適切な価格形成をテーマに解説した。

### プリキュア
プリキュア好きを公言しており、「自分が何歳のときにどのシリーズのプリキュアが放送されていたか」を即答できる特技を有している。
小学2年生の時に放送が始まった『ふたりはプリキュア』を何気なく見始め、小学校高学年の時に5歳下のいとこもプリキュアを見始めたことで、いとことプリキュアについて語り合うことが楽しくなり、熱中するようになった。当時は『Yes！プリキュア5GoGo！』が放送されており、白石は当該作品のキャラクターである「春日野うらら（キュアレモネード）」のキラキラした様子に釘付けになったという。
2022年から2023年にかけて放送された『デリシャスパーティ♡プリキュア』では、当該シリーズがご飯をテーマにしていることから、BUZZ MAFF内で本シリーズの主人公・和実ゆいの決め台詞である「デリシャスマイル〜！」を合言葉に国産米の消費を呼びかけたり、当該シリーズの応援動画を配信するなどした。2023年（令和5年）1月22日には、当該シリーズで主題歌を担当したMachicoとの対談動画をBUZZ MAFFに投稿し、プリキュアトークや農業を営んでいるMachicoの実家の農業トークを展開させた。また、最終回放送日には安川徹広報室長（当時）と同時視聴ライブを配信した。

## 著書
- 「タガヤセ！日本　『農水省の白石さん』が農業の魅力教えます」（2022年7月、河出書房新社）ISBN 978-4-3096-1740-4